# Hípica als Jocs Olímpics d'estiu de 1976
Als Jocs Olímpics d'Estiu de 1976 celebrats a la ciutat de Mont-real (Canadà) es disputaren sis proves d'hípica: doma clàssica, concurs complet i salts, tant en categoria individual com per equips. La competició es desenvolupà entre els dies 23 i 30 de juliol de 1976 al centre eqüestre de Bromont així com a l'Estadi Olímpic de Mont-real.
Hi participaren un total de 135 genets, 110 homes i 25 dones, de 23 comitès nacionals diferents.

## Resum de medalles
| Prova                                | Or | Argent | Bronze |
| Doma clàssica individual Detalls     | Christine Stückelberger amb Granat | Harry Boldt amb Woycek | Reiner Klimke amb Mehmed |
| Doma clàssica per equips Detalls     | RFAHarry Boldt amb Woycek · Reiner Klimke amb · Mehmed · Gabriela Grillo amb Último                                                                | Suïssa Christine Stückelberger · amb Granat · Ulrich Lehmann amb Widin · Doris Ramseier amb Roch                               | Estats UnitsHilda Gurney amb Keen · Dorothy Morkis amb Monaco · Edith Master amb Dahlwitz                                                  |
| Concurs complet individual Detalls   | Edmund Coffin amb Bally-Cor | Michael Plumb amb Better & Better                                                                                              | Karl Schultz amb Madrigal |
| Concurs complet per equips Detalls   | Estats UnitsEdmund Coffin amb Bally-Cor · Michael Plumb amb Better & Better · Bruce Davidson amb Irish-Cap · Mary Anne Tauskey amb Marcus Aurelius | RFAKarl Schultz amb Madrigal · Herbert Blöcker amb · Albrant · Helmut Rethemeier amb Pauline · Otto Ammermann amb Volturno     | AustràliaWayne Roycroft amb Laurenson · Mervyn Bennet amb Regal Reign · Bill Roycroft amb Version · Denis Pigott amb Hillstead             |
| Salts d'obstacles individual Detalls | Alwin Schockemöhle amb Warwick Rex | Michel Vaillancourt amb Branch Country                                                                                         | François Mathy amb Gai Luron |
| Salts d'obstacles per equips Detalls | FrançaHubert Parot amb Rivage · Jean-Marcel Rozier amb Bayard de Maupas · Marc Roguet amb Belle de Mars · Michel Roche amb Un Espoir               | RFAAlwin Schockemöhle amb Warwick Rex · Hans Günter Winkler amb Torphy · Sönke Sönksen amb Kwepe · Paul Schockemöhle amb Agent | BèlgicaEric Wauters amb Gute Sitte · François Mathy amb Gai Luron · Edgar-Henri Cuepper amb Le Champion · Stanny Van Paesschen amb Porsche |

## Medaller
| Posició | País         | Or | Argent | Bronze | Total |
| 1       | RFA          | 2  | 3      | 2      | 7     |
| 2       | Estats Units | 2  | 1      | 1      | 4     |
| 3       | Suïssa       | 1  | 1      | 0      | 2     |
| 4       | França       | 1  | 0      | 0      | 1     |
| 5       | Canadà       | 0  | 1      | 0      | 1     |
| 6       | Bèlgica      | 0  | 0      | 2      | 2     |
| 7       | Austràlia    | 0  | 0      | 1      | 1     |